# Миколаївка (Луганський район)
Микола́ївка — село в Україні, у Луганській міській громаді Луганського району Луганської області. Населення становить 2135 осіб. З 2014 року є окупованим.

## Географія
Географічні координати: 48°35' пн. ш. 39°31' сх. д. Загальна площа села — 22 км².
Село розташоване у східній частині Донбасу за 8 км від районного центру. Найближча залізнична станція — Моторний, за 1 км. Поблизу села протікає річка Сіверський Донець.

## Історія
На території сучасного Миколаївки з XVII століття існував зимівник запорізьких козаків Кальміуської паланки Війська Запорозького Низового  , розташовуважться над Сіверським Дінцем і згадується в історичних документах щонайменше з 1689 року.Другими поселенцями стали донські козаки та селяни з Правобережної України.У другій половині XVIII століття землі навколо села були віддані під рангову дачу О. Г. Булацелю.
У 1932–1933 роках Миколаївська сільська рада постраждала від Голодомору. За свідченнями очевидців кількість померлих склала щонайменше 37 осіб, імена яких встановлено.
Наприкінці 1960-х років у селі діяли центральна садиба радгоспу «Зоря», восьмирічна школа, бібліотека і клуб.
Упродовж війни на сході України село потрапило до зони бойових дій. Через Миколаївку неодноразово фіксувалося перекидання колон військової техніки з Росії, які були представлені танками, РСЗВ «Град», артилерійськими гарматами, польовими кухнями.

## Населення
За даними перепису 2001 року населення села становило 2135 осіб, з них 34,57% зазначили рідною мову українську, 64,22% — російську, а 1,21% — іншу.

## Пам'ятки
На околиці Великої Чернігівки виявлено 3 поселення епохи бронзи, 4 селища раннього середньовіччя та 2 кургани.